# Léman Express
Léman Express es un servicio ferroviario de trenes de cercanías que conectan toda el área metropolitana de Ginebra (Suiza), conocida como la aglomeración de la Gran Ginebra, abarcando localidades pertenecientes a los cantones suizos de Ginebra y Vaud, así como a los departamentos franceses de Alta Saboya y Ain. Está operado por los Ferrocarriles Federales Suizos (SBB CFF FFS) y la SNCF.

## Historia
Los inicios del servicio nacen al calor del proyecto 'CEVA' ( Cornavin - Eaux-Vives - Annemasse), que pretendía una reconstrucción y modernización del entramado de líneas y ramales que conectaban Ginebra con Annemasse, el corazón de la conurbación, para transformarlos en una única línea de alta capacidad y adaptada a las necesidades actuales para implantar un servicio de alta frecuencia de viajeros entre la ciudad suiza y la francesa. Mientras este proyecto se definía y materializaba, en 1994 comenzaron las operaciones de un servicio de trenes cadenciados entre Ginebra-Cornavin y Bellegarde-sur-Valserine, denominados originalmente Rhône Express Régional y explotado por los Ferrocarriles Federales Suizos (SBB-CFF-FFS) en colaboración con la SNCF. Posteriormente, perdieron esa marca y pasaron a operarse como trenes Regio, además de añadir un nuevo trayecto desde 2002, entre Coppet y Lancy-Pont-Rouge, aprovechando la inauguración de esta estación y la renovación del tramo hasta Ginebra-Cornavin.
En diciembre de 2019 fue inaugurado oficialmente el servicio Léman Express, con la apertura al completo de la línea CEVA.